# 驼绒藜
驼绒藜（学名：Ceratocarpus latens）为苋科角果藜属的植物。分布于欧亚大陆以及中国大陆的甘肃、内蒙古、西藏、新疆、青海等地，生长于海拔3,000米至3,800米的地区，常生于半荒漠、戈壁、干旱山坡、荒漠以及草原中，目前尚未由人工引种栽培。

## 别名
优若藜

## 异名
- Ceratoides latens (J. F. Gmel.) Reveal et Holmgren